# Scout Motors Inc.
Scout Motors Inc. ist ein US-amerikanisches Unternehmen. Geplant ist die Produktion von Elektroautos.

## Beschreibung
Das Unternehmen hat seinen Sitz in Tysons im US-Bundesstaat Virginia. Es wurde als Tochter der Volkswagen AG gegründet, nachdem diese über Traton den Hersteller Navistar übernommen hatte. Scout Motors möchte ab 2026 vollelektrische SUVs und Pick-ups in den USA für den US-Markt produzieren. Dafür wird ein Produktionswerk in Blythewood, South Carolina errichtet, dessen Grundsteinlegung Mitte Februar 2024 erfolgte. Außerdem entsteht ein Forschungs- und Entwicklungszentrum in Novi, Michigan. Im Oktober 2024 wurden mit dem Scout Traveler (SUV) und dem Scout Terra (Pick-up) die ersten beiden Modelle vorgestellt.
Die Fahrzeuge des Herstellers werden unter der Marke Scout laufen, abgeleitet vom Geländewagenmodell Scout des Herstellers International Harvester. In den 1980er Jahren wurde dieser umfangreich restrukturiert und firmierte seit dem 1986 erfolgten Verkauf seiner Landwirtschaftssparte, des ursprünglichen Kerngeschäfts, unter Navistar. Mit der Wiederbelebung von Scout verfolgt die Volkswagen AG das Ziel, ihren Marktanteil im US-Automobilmarkt signifikant zu erhöhen.